# 王家雷
王家雷（1970年3月—），男，江苏响水人，中华人民共和国外交官，曾任中华人民共和国驻圣克鲁斯总领事。

## 生平
1991年8月，毕业于南京大学外文系西班牙语专业，进入中共中央对外联络部工作，历任拉美局副处长、处长、局长助理、副局长。期间曾在山东省淄博市齐鲁乙烯塑编厂、驻委内瑞拉大使馆任职，并在中国人民大学学习两年。2010年12月，挂职河北省沧州市副市长，任期一年。2019年1月，出任中华人民共和国驻圣克鲁斯总领事。2024年8月，自驻圣克鲁斯总领事离任。